# 菲利普·莱纳德

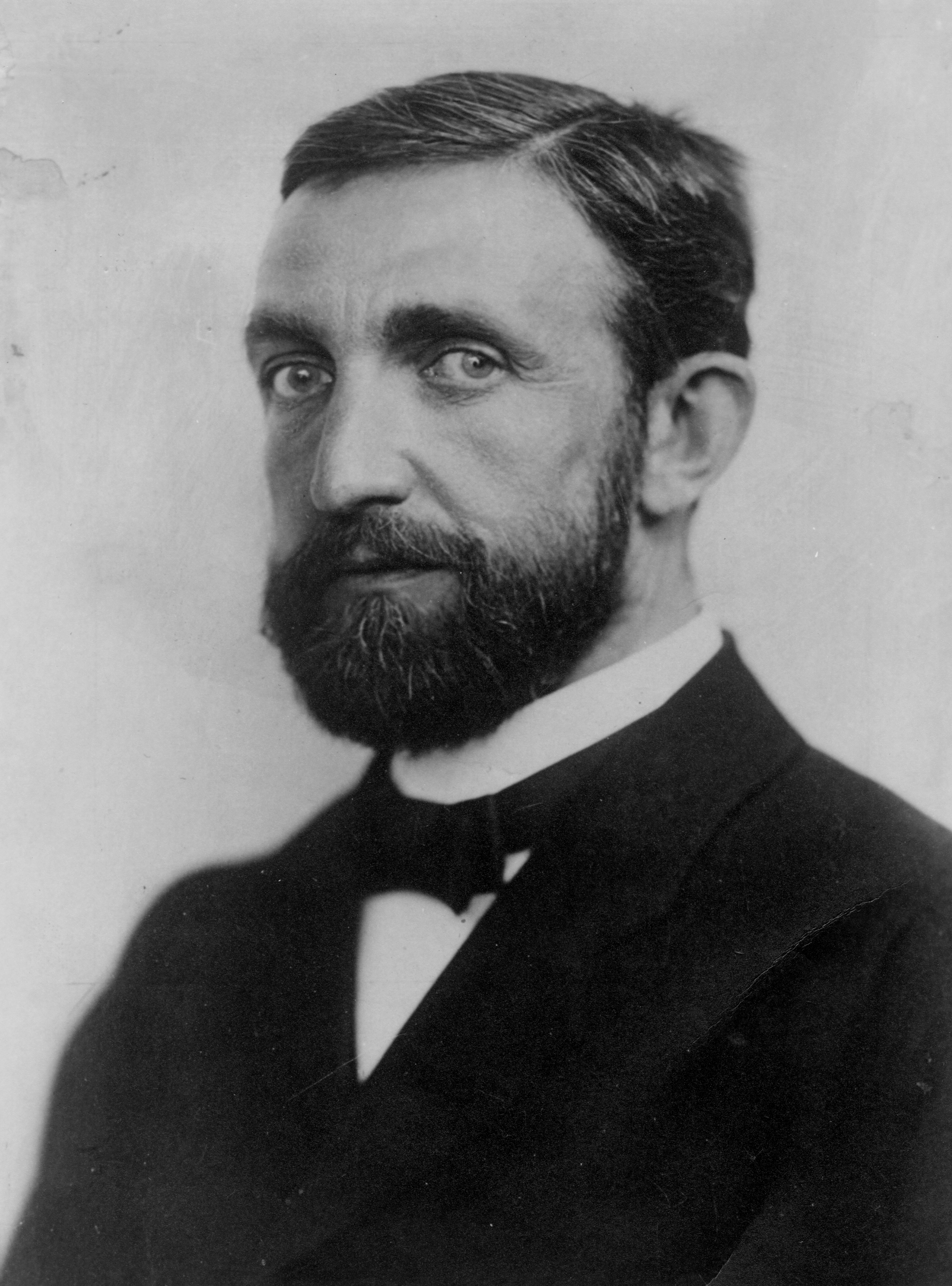
菲利普·莱纳德

菲利普·冯·莱纳德（德語：Philipp von Lenard，1862年6月7日—1947年5月20日），德国物理学家，1905年诺贝尔物理学奖获得者。
莱纳德在研究阴极射线时曾获得卓越成果，为此获得诺贝尔奖；他用实验发现了光电效应的重要规律；他也提出过一种原子结构设想。

## 生平
菲利普·莱纳德于1862年6月7日出生在匈牙利的普雷斯堡（现斯洛伐克布拉迪斯拉发），父母来自奥地利的蒂罗尔。他先后在布达佩斯大学、维也纳大学、柏林大学和海德堡大学学习物理学，曾是罗伯特·威廉·本生、亥姆霍兹、莱奥·柯尼希斯贝格尔（Leo Königsberger）和格奥尔格·赫尔曼·昆克（Georg Hermann Quincke）的学生，1886年在海德堡大学获得博士头衔。
1892年起任波恩大学的讲师和海因里希·鲁道夫·赫兹教授的助手，1894年被任命为布雷斯劳大学的教授，1895年成为亚琛工业大学的物理学教授，1896年海德堡大学理论物理学教授，1898年为基尔大学教授。
莱纳德在希特勒上台后加入了纳粹党籍，在多次在公开场合批判犹太人科学家爱因斯坦，宣扬希特勒的理论，推崇“雅利安物理学”。1945年二战结束后，盟军考虑到莱纳德年事已高，免除了对他的非纳粹化措施，但取消了他的海德堡大学终身教授名誉。莱纳德于1947年在德国梅塞尔豪森去世，他的遗产现存于慕尼黑的德意志博物馆。

## 研究

### 早期研究
莱纳德的第一项研究成果是在力学领域，他发表了一篇关于坠落水滴的振动及相关问题的论文，1894年整理出版了赫兹的遗作《力学原理》。
莱纳德很快对磷光和荧光现象发生了兴趣，这种在黑暗中发出的神秘的微弱亮光，从小就吸引了莱纳德，他曾和他的同学加热氟晶体让它发出荧光。莱纳德与天文学家沃尔夫（W. Wolf）合作开始研究当焦棓酚与碱和硫磺酸盐混合时的发光现象，以发展照相技术，他们发现发光的光度取决于焦棓酚的氧化程度。与此同时，莱纳德完成了对铋的磁性的研究，并和克拉特（V. Klatt）共同发表了关于硫化钙等自发光物质的研究成果，他们发现硫化钙在接受事先的光照后会在黑暗中发光，但必须在一个条件下，即硫化钙中至少包含少量重金属，如铜和铋，以形成晶体，晶体决定了发光的颜色、强度和持续时间；纯的硫化钙是不会发光的。这项成果开始了莱纳德接下来长达18年阴极射线的研究。

### 阴极射线
1888年莱纳德在海德堡大学昆克手下工作，他完成了他关于阴极射线的第一项研究成果，他研究了当时赫兹关于阴极射线有与紫外线相似特性的观点，并设计了一个实验，以探究阴极射线是否像紫外线一样，能够通过放电管壁上的石英窗，他获得的结果是阴极射线没有这样的特性。但是后来，1892年他在波恩大学做赫兹的助手时，赫兹让他观察了他的新发现，赫兹将一片盖上铝箔的含铀玻璃片放入放电管，当用阴极射线轰击铝箔时，铝箔下面发出了亮光。赫兹因此建议可以用铝薄板将放电管内的空间一分为二，在空间的一部分内，阴极射线由常规的方法产生，而在空间的另一部分，可以在真空的条件下观察阴极射线。赫兹由于过于忙碌，便授权莱纳德做这个实验，他后来因此获得了“莱纳德窗”的重要发现。
在尝试了不同厚度的铝箔后，莱纳德终于在1894年发表了他的重要发现，用于封闭放电管的石英板可以用铝箔代替，铝箔的厚度恰好能够保持放电管内的真空状态，但又必须足够薄以让阴极射线能够通过这样，这样不但能研究阴极射线，也能研究阴极射线在放电管外引起的荧光现象。莱纳德从实验得出结论，阴极射线在空气中只能传播分米级的距离，而在真空中却可以传播数米而不会衰减。在赫兹1892年宣称阴极射线不可能是粒子，而只能是一种乙太波的观点后，莱纳德曾表示赞同，但是后来在让·佩兰（1895年）、约瑟夫·汤姆孙（1897年）和威廉·维恩（1897年）的研究成果证明了阴极射线的粒子特性后，莱纳德放弃了这一观点。汤姆孙最后作出了阴极射线是由带负电的电子组成的结论。

### 光电效应
此后，莱纳德又继续拓展赫兹关于光电效应的研究，他分析了在高真空环境下光电效应的特性和本质，证明了当紫外线照射在金属上时，会使电子从金属表面逸出，并在真空中传播，电子在电场中被加速或减速，电子轨迹在磁场中改变。通过精确的实验，他证明发射的电子数量正比于入射光所带的能量，而电子的速度，或者说它们的动能，却与入射光能量无关，当入射光的波长减小时，电子速度增大。这个事实与当时的理论是相冲突的，经典物理学无法解释莱纳德的光电效应实验结果。直到1905年爱因斯坦发表相对论和光量子理论，才解释了这一现象，后来又被罗伯特·密立根所证实，因为人们把爱因斯坦的名字冠在光量子理论上，莱纳德对爱因斯坦一直耿耿于怀。
在研究过程中，莱纳德还发明了一种光电管，以加速电子和测量它们的能量，这种光电管是三极管最初的雏形，不同之处在于，在莱纳德的光电管中，电子是由阴极光发射的，而三极管中的阴极是白炽丝，可以向真空发射更高强度的电流。
莱纳德在1902年提出，当电子通过一种气体时，必须具有一个确定的最小能量，才能产生气体的电离。

### 动力子原子模型
1903年莱纳德提出了一种原子结构模型的设想，他称之为“动力子”（英语：dynamides），它们体积很小分散在广阔的空间中，它们有质量，由许多电偶对（两个带电量相同、带电符号相反的电子相连）组成，它们的数量等于原子的质量，他认为原子中的固体部分只占整个原子体积的十亿分之一，动力子原子模型能解释莱纳德窗的作用，却无法解释更多的事实，由此是一种不成功的原子模型。但莱纳德的研究为亨德里克·洛伦兹的电子理论还是贡献良多。

### 后期研究
后期，莱纳德又研究了光谱线的本质，发展了约翰尼斯·里德伯、海因里希·凯泽（Heinrich Kayser）和卡尔·伦格（Carl Runge）的研究成果，他们提出金属的光谱线可以分为两类或更多类连续光谱（谱系），并且这些谱系的波长之间存在明显的数学关系。莱纳德认为，每个谱系都会存在原子的确定变化，这些变化决定了各个谱系，并且可以按原子失去的电子的数目来区分。
莱纳德是一个天才的实验物理学家，他有许多重要的发现，但他宣布这些发现的重要性时却超过了它们的真正价值，不断和别的科学家发生冲突。虽然他获得了众多荣誉，比如奥斯陆大学（1911年）、德累斯顿大学（1922年）和布拉迪斯拉发大学（1942年）的荣誉博士学位、富兰克林奖章（1905年）、德意志帝国的鹰盾勋章（1933年），并被选为海德堡的荣誉市民（1933年），他却仍感到自己没有受到足够高的评价，因此会在许多国家攻击其他物理学家。
莱纳德从反犹太人的种族主义立场出发，从1920年起在多次在公开场合批判犹太人科学家爱因斯坦，并鼓吹所谓的“雅利安物理学”。希特勒上台后，莱纳德加入了纳粹党籍，成为希特勒无比忠实的科学顾问，宣扬希特勒的种族主义和排犹主义理论。而作为回报，纳粹党将莱纳德作为雅利安或德国物理学的领袖，纳粹在物理学界的代理人。
莱纳德的著作包括：《关于以太和材料》（1911年第二版）、《阴极射线的定量分析》（1918年）、《关于相对论》（1918年）和《伟大的自然科学研究者》（1930年第二版）等。